# Tierras bajas del norte de Alemania
Tierras bajas del norte de Alemania (del alemán: Norddeutsches Tiefland), también conocida como llanura del Norte de Alemania (Norddeutsche Tiefebene) es una de las principales regiones geográficas de Alemania. Se trata de la parte alemana de la llanura nordeuropea.
La región está delimitada por las costas del mar del Norte y del mar Báltico en el norte y por el centro de las Tierras Altas de Alemania (Mittelgebirge) hacia el sur. En el oeste, el límite sur de la llanura del norte de Alemania está formado por las colinas más bajas de Sajonia, específicamente por la cresta del bosque de Teutoburgo, las colinas de Wiehen, las colinas de Weser y la Baja Llanura de Sajonia - que en parte la separa de esa zona de la planicie conocida como la llanura de Westfalia.